# Pylaisiadelpha capillacea
Pylaisiadelpha capillacea là một loài Rêu trong họ Sematophyllaceae. Loài này được (Griff.) B.C. Tan & Y. Jia miêu tả khoa học đầu tiên năm 1999.